# 石卷站
石卷站（日语：／ Ishinomaki eki */?）是一位於日本宮城縣石卷市，隸屬於東日本旅客鐵道（JR東日本）的鐵路車站，是石卷市的中心車站，同時又是仙石線的終點站，及石卷線的主要中途站。體制內歸入石卷線，是直營站暨管理站，負責管理石卷線及仙石線附近的無人站及委託站。
2011年發生東日本大震災時，本站站舍未有受到太大的損壞，但水位卻一度高至及腰，現時位於月台內及玄關口旁均有標記顯示當時的最高水位位置。及後，由於部份仙石線路段受到了嚴重的破壞而不能通行，JR東日本曾開辦由本站、經石卷線及東北本線直達仙台的特別「直通快速」列車，直至2015年5月仙石線全線重開及仙石東北線連接路軌竣工啟用後，直通快速列車才取消。

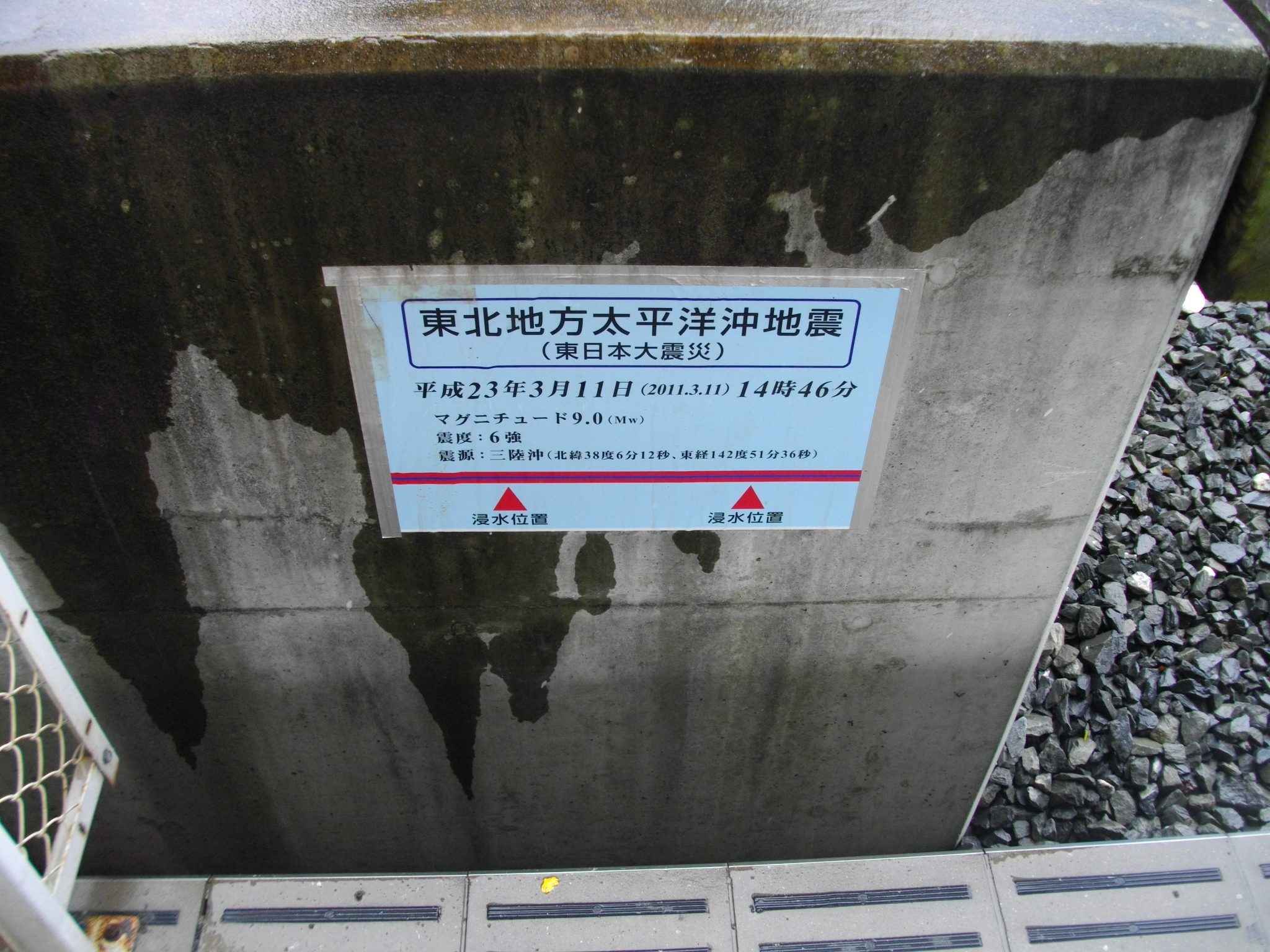
月台內顯示東日本大震災時所引發的海嘯的最高水位。（2014年8月）

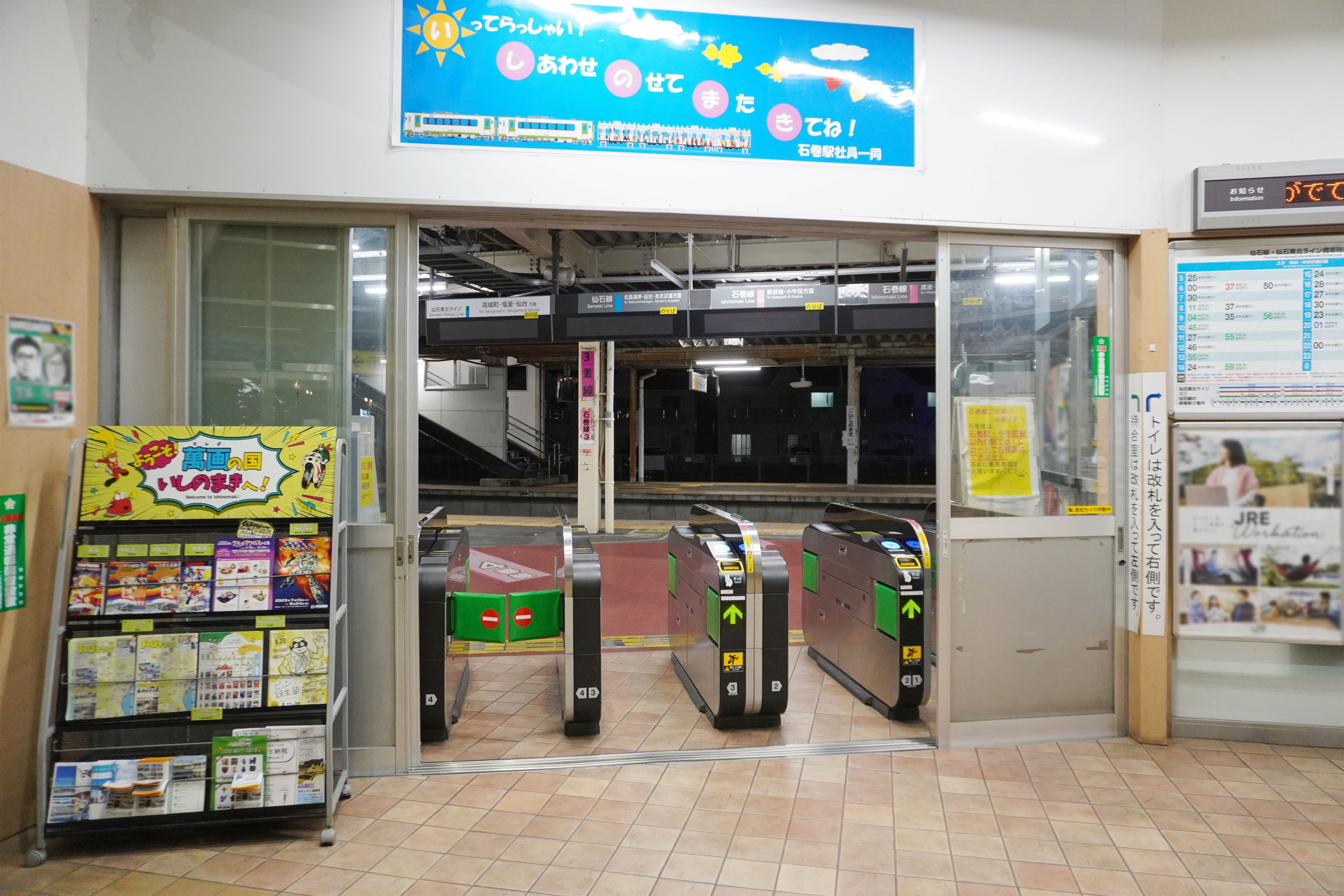
檢票口（2023年7月）

## 車站結構

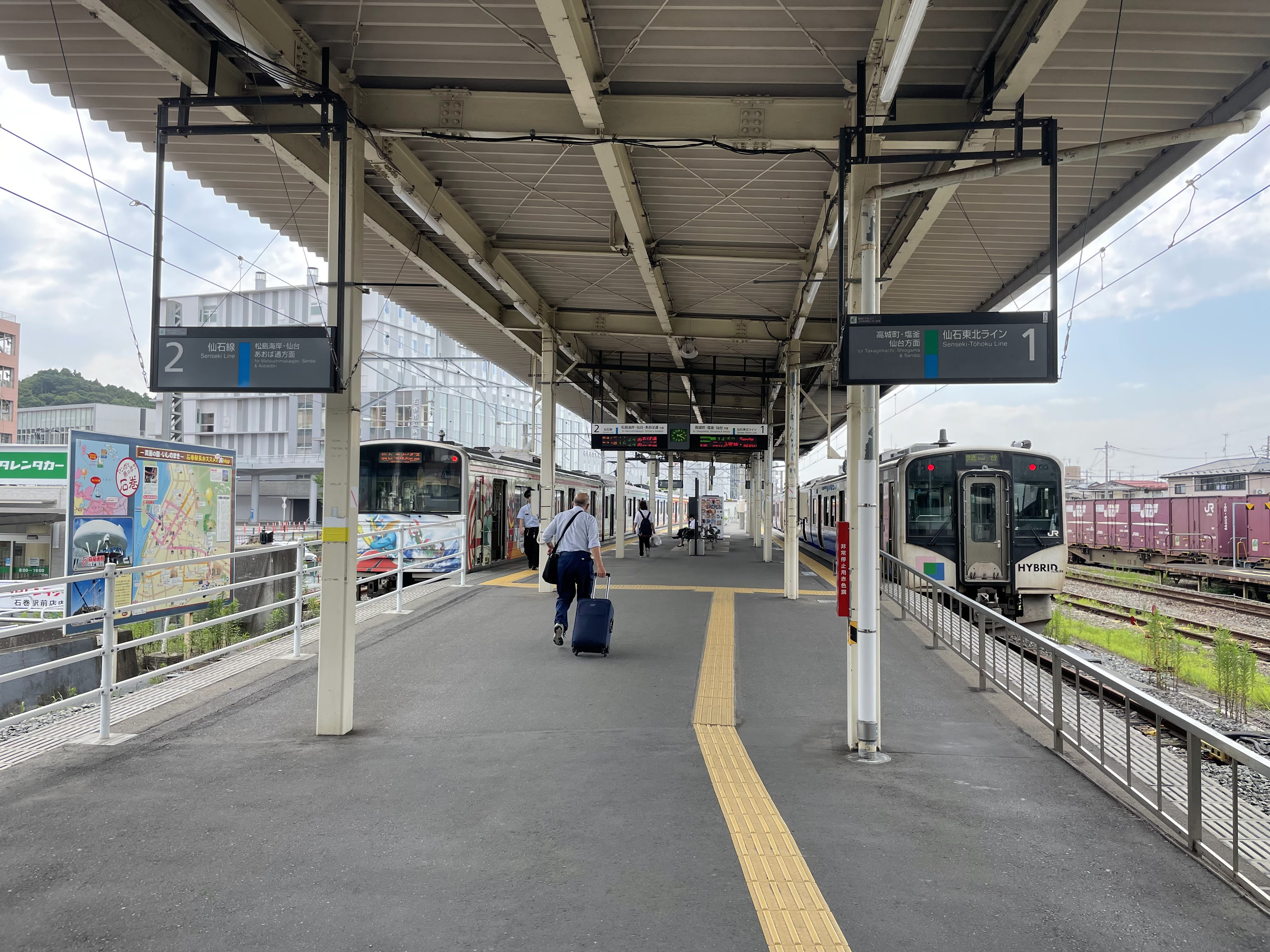
1號與2號月臺（2022年7月）

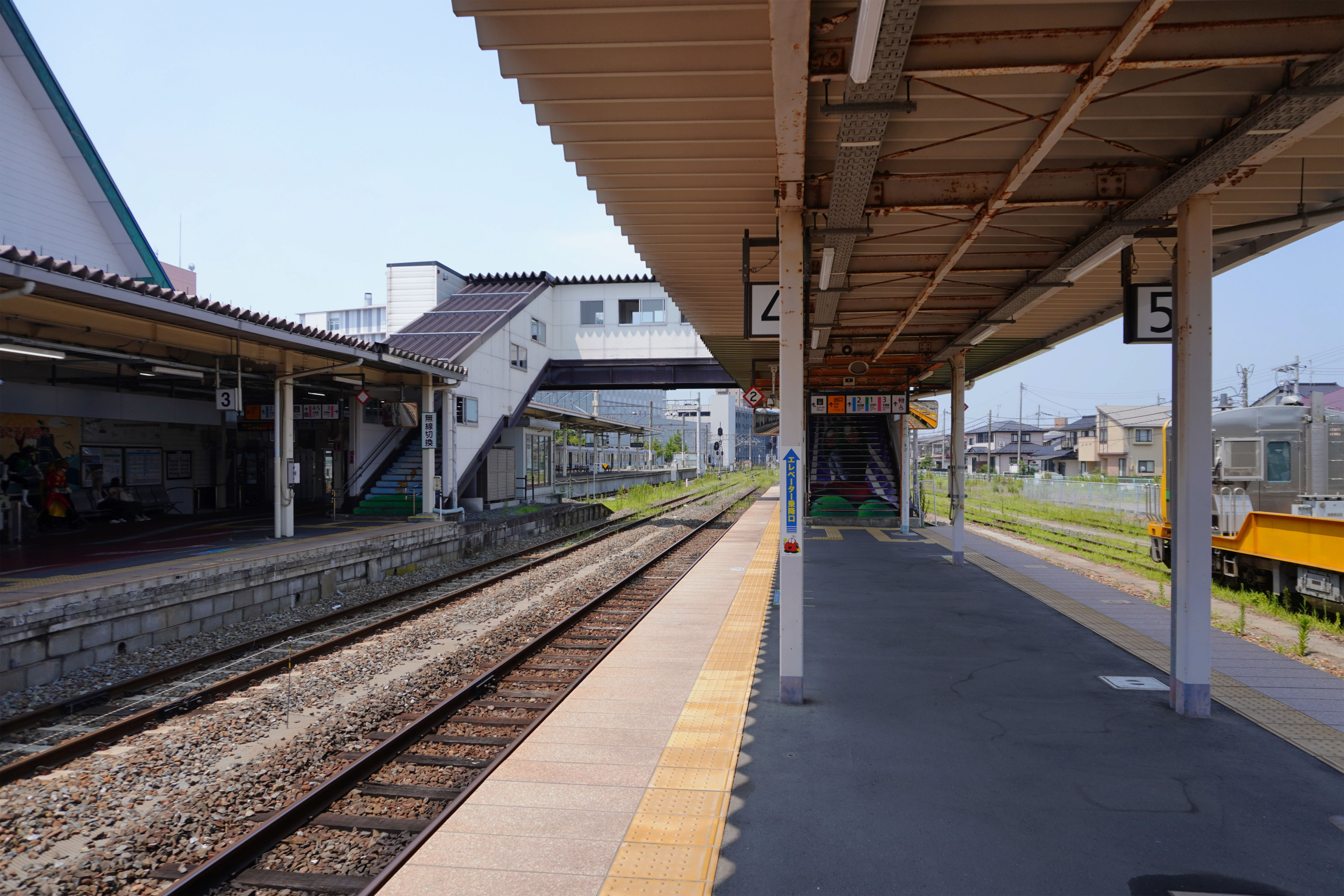
3號至5號月臺（2023年7月）

設有島式月台2座及側式月台1座，共有3面5線的配置，其中1個島式月台採用港灣式月台設計，是專為新仙石線及仙石東北線列車使用，以作為終點站，並且裝有高架電網，其餘月台則為石卷線月台，均為非電化路段。

### 月台配置
| 月台 | 路線        | 方向 | 目的地                     | 備註                          |
| ---- | ----------- | ---- | -------------------------- | ----------------------------- |
| 1    | ■仙石東北線 | -    | 高城町、鹽釜、仙台方向     | 石卷線開抵的直通於3號月台開出 |
| 2    | ■仙石線     | -    | 松島海岸、仙台、青葉通方向 | 一部分於1號月台               |
| 3－5 | ■石卷線     | 上行 | 前谷地、小牛田方向         | 主要於3號月台                 |
| 3－5 | ■石卷線     | 下行 | 渡波、女川方向             |                               |

## 歷史
- 1912年10月28日：仙北輕便鐵道小牛田～本站開業 (27.9km)，為終點站。採用762mm軌距。[2]
- 1919年4月1日：仙北輕便鐵道國有化，變為日本國鐵車站。[3]
- 1928年11月22日：宮城電氣鐵道線石卷站開業。
- 1932年1月8日：宮城電氣鐵道線石卷站改稱為「宮電石卷站」。
- 1944年5月1日：宮城電氣鐵道線國有化，宮電石卷站與石卷站統合為國鐵車站，並稱為「石卷站」，但兩線仍使用各自的站舍。
- 1973年7月：增設綠窗口。
- 1987年4月1日：日本國鐵分割民營化，路線營運由JR東日本繼承。
- 1990年7月21日：兩線站舍統合。
- 2003年：

- 7月17日：增設自動閘機。
- 10月26日：可以使用「Suica」。

- 2011年：

- 3月11日：發生東日本大震災，兩線全線停駛。站舍受海嘯及由舊北上川引發的河水氾濫影響，全站及周邊地方均被水浸。
- 4月5日：替代巴士開始行走。提供仙石線石卷～東北本線松島、石卷線石卷～小牛田間。
- 4月17日：石卷線小牛田～前谷地重開，替代巴士改為行走石卷～涌谷間。
- 4月19日：仙石線青葉通～東鹽釜重開，替代巴士改為行走石卷～東鹽釜間。
- 4月21日：石卷～女川間的替代巴士投入服務。
- 4月29日：氣仙沼線前谷地～柳津重開，石卷線替代巴士重整為行走前谷地～石卷～女川間。
- 5月19日：石卷線前谷地～本站重開。石卷線替代巴士重整為只行走本站～女川間，石卷線暫時改為採用單票閉塞通行。
- 5月28日：仙石線東鹽釜～高城町重開，仙石線替代巴士重整為行走本站～松島海岸間。
- 7月16日：仙石線矢本～本站重開。暫時改為採用單票閉塞通行，只開放2號月台使用。仙石線替代巴士重整為行走松島海岸～矢本間。
- 10月15日：石卷站內的的信號設備修復。石卷線回復採用CTC，但仙石線則仍維持單票閉塞通行，1號月台重開。
- 12月1日：增設早上由本站經石卷線及東北本線直達仙台的特別快速列車，中途不停其他車站，並容許購買了仙石線定期劵的乘客憑票乘搭。

- 2012年：

- 1月10日：直通特別快速列車增設晚上由仙台返回石卷的班次。
- 3月17日：石卷線本站～渡波間重開。替代巴士縮短至行走渡波～女川間。同日起仙台～石卷直通快速增強至毎日運行。
- 9月29日：仙石線本站～陸前山下間的自動閉塞系統恢復使用。

- 2015年：

- 5月30日：仙石線全線全開、仙石東北線投入服務，所有快速列車改經仙石東北線往仙台，同日起仙台～石卷直通快速取消。

## 使用情況
| 乘車人員推算 | 乘車人員推算     |
| 年度         | 每日平均乘客人數 |
| ------------ | ---------------- |
| 2000         | 5,075            |
| 2001         | 4,914            |
| 2002         | 4,807            |
| 2003         | 4,788            |
| 2004         | 4,703            |
| 2005         | 4,513            |
| 2006         | 4,392            |
| 2007         | 4,197            |
| 2008         | 3,936            |
| 2009         | 3,811            |
| 2010         | 3,627            |
| 2011         | （不作統計）     |
| 2012         | 2,077            |
| 2013         | 2,154            |
| 2013         | 2,057            |
| 2014         | 2,057            |

## 相鄰車站
東日本旅客鐵道
■石卷線
■普通
曾波神－石卷－陸前稻井
■仙石線
■普通
陸前山下－石卷
■■仙石東北線
□特別快速
矢本－石卷
■快速（紅快速）
陸前山下－石卷－陸前稻井
■快速（綠快速）
陸前山下－石卷

## 外部連結
- JR東日本石卷站官方網頁 （页面存档备份，存于） （日語）